# Jagdgeschwader 27
Jagdgeschwader 27 (~ Stíhací eskadra 27, zkr. JG 27) byla stíhací eskadra německé Luftwaffe za druhé světové války.

## Organizace
- Stab (štáb)
- I. Gruppe (skupina)
- II. Gruppe
- III. Gruppe
- IV. Gruppe

## Velitelé eskadry
Velitelé (Geschwaderkommodore)
- Oberstleutnant (podplukovník) Max Ibel: od 1. 10. 1939
- Major Bernhard Woldenga (dočasný): od 11. 10. 1940
- Major Wolfgang Schellmann: od 22. 10. 1940
- Major Bernhard Woldenga: od 21. 6. 1941
- Oberstleutnant Eduard Neumann: od 10. 6. 1942
- Oberstleutnant Gustav Rödel: od 22. 4. 1943
- Major Ludwig Franzisket: od 30. 12. 1944

## Různé
Europoslanec Filip Turek, někdejší amatérský automobilový jezdec, závodil v roce 2015 v helmě opatřené samolepkou se znakem eskadry JG 27.